# Da Freden kom til Danmark (dokumentarfilm)
Da Freden kom til Danmark er en dansk dokumentarfilm. Filmen kan være fraklip til Da Freden kom til Danmark (Poul Bang og Johan Jacobsen, 1945).

## Handling
Billeder fra Københavns gader under Befrielsen.